# Tyranno
Tyranno Fiber je obchodní značka keramického textilního vlákna japonské firmy Ube Industries.
Práce na vývoji vlákna začaly v 70. letech 20. století. V roce 1989 se vývoj nacházel v poloprovozním stádiu (viz Kostikov), začátek průmyslové výroby není známý. Na začátku 21. století obsahuje prodejní katalog druhy ZMI, LoxM, S a SA .
Tyranno se dodává jako příze v jemnosti 200 tex (800 jednotl. filamentů), jako tkanina, rouno, pletenec a sekané (chopped) vlákno.

## Vlastnosti
(viz Handbook...)
| Vlastnosti           | ZMI     | LoxM    | S       | SA          |
| Struktura            | amorfní | amorfní | amorfní | krystalická |
| Křemík (Si) %        | 57,6    | 55,4    | 50,4    | 67,8        |
| Uhlík (C) %          | 34,2    | 32,4    | 29,7    | 31,3        |
| Kyslík (O) %         | 8,7     | 10,2    | 17,9    | 0,3         |
| Zirkonium (Zr) %     | 1,0     | --      | --      | --          |
| Titan (Ti) %         | --      | 2,0     | 2,0     | --          |
| Hliník (Al) %        | --      | --      | --      | <2          |
| Hustota (g/cm3)      | 2,48    | 2,48    | 2,35    | 3,10        |
| Pevnost GPa          | 3,4     | 3,3     | 3,3     | 2,8         |
| Modul pruž. GPa      | 200     | 187     | 170     | 380         |
| Max. tepel. zátěž °C | 1 100   | 1 100   | 1 100   | 1 500       |
| Cena €/kg (2007)     | 1 400   | 1 200   | 1 000   | 6 500       |

## Použití
| Forma přípravy materiálu                 | Příklady použití                                                |
| tkanina, rouno, pletenec                 | filtry, závěsy, řemeny                                          |
| kompozity s plastickou matricí           | součásti raket, pohlcovače elektromagnet. vln, sportovní nářadí |
| kompozity s kovovou a keramickou matricí | součásti raket a motorů, trysky hořáků, filtry                  |
| Tyrannohex x)                            | součásti motorů, součásti odolávající ultravysokým teplotám     |

x) Pod obchodním názvem Tyrannohex® se prodává materiál z keramických vláken zhotovený sintrováním, při kterém se změnila amorfní vlákna s obsahem Si-Al-C-O při teplotách kolem 1350 °C na polykrystalickou látku SiC. Tyrannohex se dá formovat dvou- nebo trojrozměrně a má snášet teploty až 2000 °C (viz Bansal/Singh).